# Hatutu
Hatutu, ou Hatutaʻa, est une île du groupe le plus septentrional de l'archipel des Marquises, en Polynésie française.

## Géographie
L'île, inhabitée, est séparée de sa voisine ʻ Eiao au sud-ouest par un chenal de trois kilomètres de large et de cinquante mètres de profondeur, et se trouve à 19 km de Motu One à l'est, et à 105 km de Nuku Hiva au sud, la plus proche île habitée. Sa superficie est de 6,6 km2. Elle a la forme d'un croissant long de 6,2 km et large de 1,3 km, concave vers le nord-ouest. Elle est entourée de falaises, s'élevant abruptement jusqu'à plus de trois cents mètres sur la côte sud-est. Le centre est occupé par un plateau, d'une altitude maximale de 428 mètres dans sa partie orientale.
Elle ne possède qu'un seul point de débarquement possible et de mouillage, au sud, pour de petits navires.

### Géologie
Hatutu correspond à la partie sud-est d'une caldeira effondrée. Sa formation date de 4,9 à 4,7 millions d'années. Elle est essentiellement composée de basalte.

### Toponymie
L'île est également appelée Hatuta'a ou Hatutaa, autre nom traditionnel. Elle fut dénommée Hancock, par Joseph Ingraham, d'après John Hancock, nom du premier gouverneur du Massachusetts d'où il était originaire ; mais également Chanal, par Étienne Marchand, d'après Victor-Prospère Chanal, son deuxième capitaine en second ; Langdon par Josuah Roberts en 1793 ; Nexsen par Edmund Fanning en 1798.

## Histoire
Hatutu n'est pas habitée actuellement, et semble ne l'avoir jamais été. Des restes d'occupation temporaires ont néanmoins été découverts, comme dans d'autres petites îles de l'archipel.
Du point de vue des Occidentaux, elle fut découverte par l'américain Joseph Ingraham en avril 1791, puis deux mois plus tard par le Français Étienne Marchand.

## Administration
Hatutu fait partie du domaine privé de l’État en outre-mer. Elle est administrée par la Direction de l’environnement, en collaboration avec le Service du Développement Rural (SDR). Elle est rattachée à la commune de Nuku Hiva.

## Flore et faune
L'île a conservé une couverture végétale, avec une cinquantaine d'espèces répertoriées, dont certaines endémique des Marquises ou même de Hatutu. L'île est couverte d'une végétation assez rase, sauf dans les vallées où se trouvent des arbres et arbustes.
Les arbres sont représentés par des Thespesia populnea, des Pisonia grandis et des nonos. Au nombre des arbustes se trouvent des Cordia lutea, et une espèce endémique aux îles Marquises, Abutilon sachetianum, actuellement en danger de disparition sur Hatutu et Eiao.
Les autres plantes comprennent notamment :
- du pourpier maraîcher, du pourpier de mer et du Portulaca lutea ;
- quatre espèces d'astéracées : Ageratum conyzoides, Cyanthillium cinereum, dont deux bidents : Bidens uapensis et Bidens beckiana. Cette dernière est endémique à Hatutu et à sa voisine Eiao ;
- du liseron Ipomoea violacea ;
- quatre espèces de souchets : Cyperus javanicus, Cyperus moutona, Fimbristylis juncea, endémique des Marquises, et Cyperus marquisensis, endémique de Hatutu et Eiao ;
- trois euphorbes : Chamaesyce hirta, Phyllanthus amarus et Chamaesyce sachetiana, endémique des Marquises ;
- cinq sortes de fabacées: le pois rouge, Guilandina bonduc, Rhynchosia minima, Senna occidentalis et Tephrosia purpurea ;
- une lamiacée : Premna serratifolia ;
- du coton, avec le cotonnier créole et le cotonnier mexicain dans sa variante taitense ;
- des malvacées : Malvastrum coromandelianum, Sida acuta, dont deux walthéries : Waltheria indica et Waltheria tomentosa ;
- un nicotinier, Nicotiana fatuhivensis, endémique des Marquises ;
- une nyctaginacée, Boerhavia acutifolia ;
- de la passiflore fétide ;
- cinq espèces de poacées : Digitaria setigera, Dinebra xerophila, Setaria verticillata, Urochloa reptans, et Pennisetum articulare, endémique de Hatutu et Nuku Hiva ;
- deux polypodiacées : Microsorum grossum, Selliguea feeioides ;
- une rubiacée, Psydrax odorata ;
- un sapindacée : Cardiospermum halicacabum ;
- deux solanacée : la morelle d'Amérique et le nicotinier Nicotiana fatuhivensis, endémique des Marquises ;
- et une zygophyllacée, la tribule à fleurs de ciste.

Certaines plantes comestibles sont aussi présentes sur Hatutu, tels le melon et la patate douce.

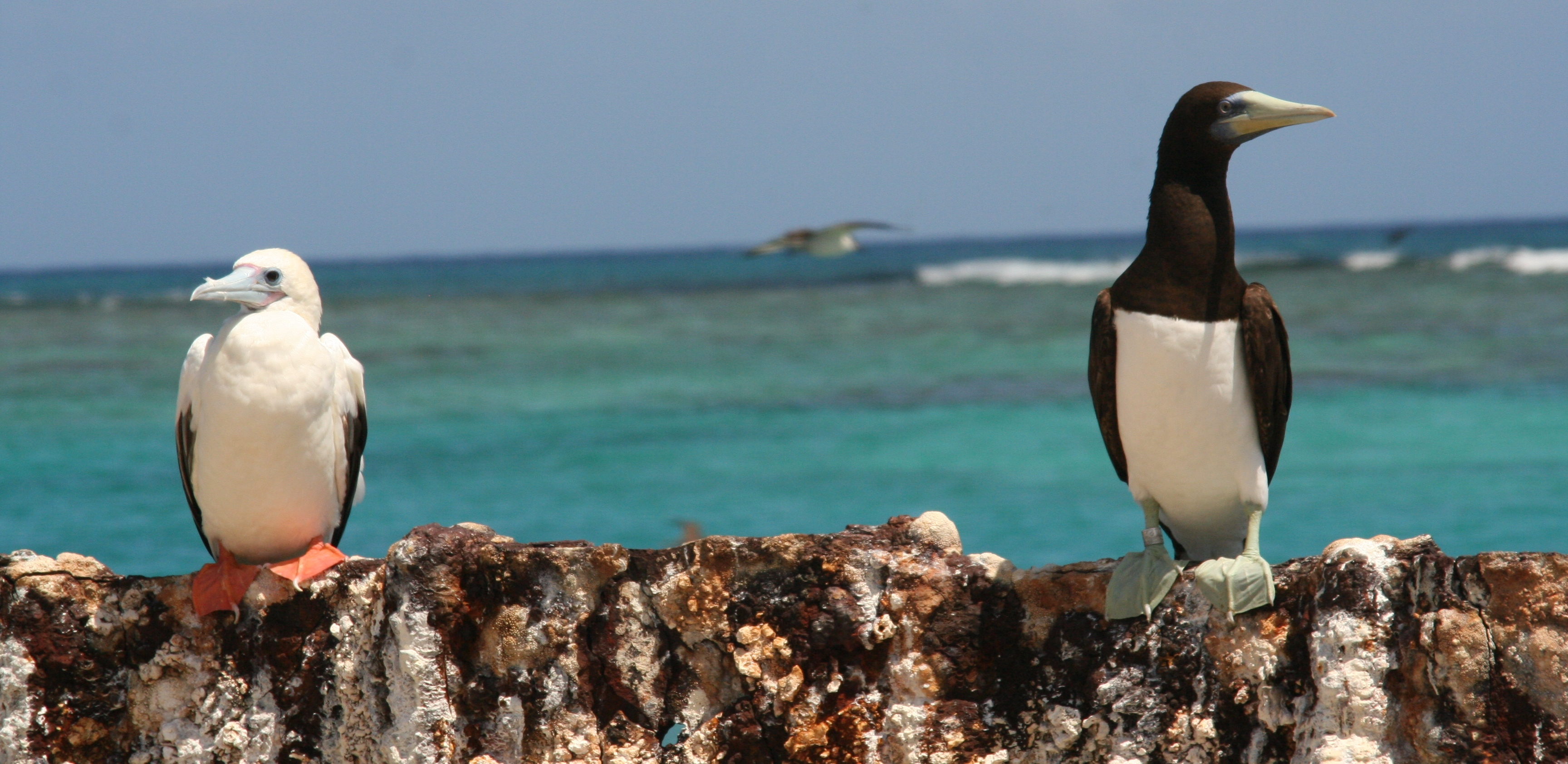
Fou à pieds rouges et fou brun

Hatutu est un lieu de nidification de nombreux oiseaux marins, comme le fou à pieds rouges ou le fou brun. Elle compte aussi des espèces endémiques, dont la Rousserolle de Hatutu.
Elle a été classée « aire de gestion des habitats ou des espèces » en 1971, puis « Réserve naturelle de l'île de Hatutu » en 1992.